# Índios Tabajaras
Os Indios Tabajaras foi uma dupla de violão formada pelos irmãos Mussaperê ("o terceiro", em tupi) e Herundy ("o quarto", em tupi), dois indígenas da tribo Tabajara, do estado do Ceará, no Nordeste do Brasil. Nativos do sítio Tucuns, município de Tianguá, no distrito de Pindoguaba, na serra da Ibiapaba, divisa entre o Ceará e Piauí, tocando no Rio de Janeiro eles encontraram o sucesso como Natalício e Antenor Lima, vestindo trajes cerimoniais indígenas.
Usando violões clássicos e tocando transcrições de violino clássico e obras para piano, eles logo se viram tocando em toda a América do Sul.
O single María Elena foi um grande sucesso em 1963 alcançando o top 10 das paradas dos EUA e Inglaterra.

## Discografia

### Estúdio
| Ano  | Álbum                                               | Série        | Gravadora   |
| ---- | --------------------------------------------------- | ------------ | ----------- |
| 1953 | Tambor índio/Acara cary                             |              | Continental |
| 1954 | Maran cariua/Nueva ilusion                          |              | Continental |
| 1954 | Pássaro campana/Fiesta linda                        |              | Continental |
|      | Popular and Folks Songs of South America            | STPL-515-080 | Vox         |
| 1964 | Maria Elena                                         | LSP-2822     | RCA Victor  |
| 1964 | Always in my Heart                                  | LSP-2912     | RCA Victor  |
| 1964 | Mellow Guitar Moods                                 | LSP-2959     | RCA Victor  |
| 1965 | The Many-Splendored Guitars of los Indios Tabajaras | LSP-3413     | RCA Victor  |
| 1966 | Casually Classic                                    | LSP-3505     | RCA Victor  |
| 1966 | Twin Guitars: In A Mood For Lovers                  | LSP-3611     | RCA Victor  |
| 1967 | Their Very Special Touch                            | LSP-3723     | RCA Victor  |
| 1967 | Fascinating Rhythms of Their Brazil                 | LSP-3905     | RCA Victor  |
| 1968 | The Best of Los Indios Tabajaras                    | LSP-4007     | RCA Victor  |
| 1968 | In a Sentimental Mood                               | LSP-4013     | RCA Victor  |
| 1969 | Songs of the Islands                                | LSP-4129     | RCA Victor  |
| 1970 | Dreams of Love                                      | LSP-4365     | RCA Victor  |
| 1971 | The Very Thought Of You                             | LSP-4496     | RCA Victor  |
| 1971 | What the World Needs Now                            | LSP-4615     | RCA Victor  |